# Taksonomia ludowa
Taksonomia ludowa (ang. folk taxonomy) – potoczna klasyfikacja taksonomiczna, sposób nazywania i katalogowania organizmów stosowany przez niespecjalistów, ale funkcjonujący w potocznym użytku, zarówno w społeczeństwach cywilizowanych, jak i prymitywnych. Taksonomia ludowa funkcjonuje bez wpływu nauki, a nazwy potoczne odnoszą się do różnych taksonów w klasyfikacji naukowej. Zwykle najbardziej szczegółowa jest taksonomia ludowa w zakresie roślin użytkowych, wśród których odrębnie określane są odmiany uprawne lub grupy odmian.

## Zasady taksonomii ludowej
Współczesne badania nad taksonomią ludową prowadzone są od połowy lat 50. XX wieku. Na ich podstawie Brent Berlin, Dennis Breedlove i Peter Raven sformułowali kilka zasad (początkowo hipotez) taksonomii ludowej:
1. W każdym języku da się wyróżnić nazwy grup organizmów o różnym zakresie ich obejmowania, które można nazwać taksonami, np. „dąb”, „pnącze”, „roślina”, „dzięcioł czerwonogłowy”.
2. Taksony są grupowane w niedużą liczbę klas, czyli etnobiologicznych kategorii taksonomicznych. Początkowo określono ich pięć: najwyższa kategoria (unique beginner), forma życiowa, rodzaj, gatunek i odmiana, ewentualnie „kategoria pośrednia”.
3. Powyższe pięć kategorii jest uporządkowane hierarchicznie, a taksony do nich należące nie mogą należeć do innych.
4. Taksony z danej kategorii w jednym języku zwykle w innym języku należą do tej samej kategorii, przy czym nie jest to ścisła zasada.
5. Taksony najwyższej kategorii w ludowych taksonomiach rzadko mają nazwy, choć np. w języku angielskim istnieją nazwy „plant” ('roślina') i „animal” ('zwierzę').
6. Taksonów o randze forma życiowa zwykle jest kilka w danej grupie. Są to podstawowe leksemy, jak „drzewo”, „pnącze”, „ptak”, „trawa” czy „ssak”.
7. Taksonów rodzajowych jest często około 500. Zwykle mieszczą się w jakiejś formie życiowej, choć wyjątkowo mogą nie przynależeć do żadnej. Zwykle są to podstawowe leksemy, jak „sosna”, „bambus” czy „sum”. Są to w praktyce taksony postrzegane jako najbardziej podstawowe i nieraz nie są już wyróżniane taksony podrzędne.
8. Taksony gatunkowe, a zwłaszcza odmianowe, są zwykle mniej liczne niż rodzajowe. Zwykle tworzą zestawy w jakiś sposób przeciwstawnych elementów, rozróżnianych przez jedną lub nieliczne cechy (np. „biała róża” i „czerwona róża”) i są wtórnymi leksemami jak „świerk kłujący”.
9. Taksony pośrednie, jeśli w ogóle o nich można mówić, wyróżniane są rzadko[2].

Zasady te później modyfikowano. Nie w każdym języku liczba poziomów jest taka sama. W używanej w Hongkongu odmianie języka kantońskiego wyróżniane są tylko trzy poziomy.
Taksonomia ludowa nie jest, w odróżnieniu od taksonomii oficjalnej, uniwersalna, nawet w obrębie jednego języka. Ten sam takson w różnych społecznościach może mieć różne nazwy i odwrotnie, ta sama nazwa potoczna może w różnych rejonach oznaczać różne taksony. Przykładowo, borówka bagienna w jednych regionach jest nazywana „pijanicą”, a w innych „łochynią” lub „włochynią”. Z kolei słowo „borówka” może oznaczać borówkę czarną w południowej Polsce, a borówkę brusznicę w północnej. Różnice w zakresie taksonów ludowych między społecznościami używającymi odrębnych języków są większe. Przykładowo, w polskich gwarach w zasadzie nie rozróżnia się gatunków lip i zarówno lipa drobnolistna, jak i szerokolistna są określane jako po prostu „lipa”, choć w konkretnym opisie może być zastosowane doprecyzowanie, podczas gdy w niektórych gwarach słowackich te gatunki są rozróżniane jako „lipovec”' i „lipa”. Jednak również w obrębie jednego języka brak konsekwencji i np. w jednej społeczności dane gatunki są rozróżniane (np. jako „oset”, „czarcie żebro” i „scérbok”), podczas gdy w innych są łączone (np. jako „oset”). Podobne zjawisko nadawania różnych nazw tym samym taksonom jest też spotykane w akwarystyce.
Katalogowanie organizmów przy użyciu taksonomii, także ludowej, wiąże się z psychologicznym postrzeganiem różnic. Różnice te mają różne typy. Ze względu na relacje taksonomicznego zawierania się można wyróżnić trzy:
- jeden takson w całości mieści się w drugim, np. „klon” i „drzewo”
- dwa taksony zawierają się bezpośrednio w trzecim, więc różnią się bezpośrednio, np. „dąb” i „klon” (oba bezpośrednio zawarte w „drzewo”)
- dwa taksony różnią się pośrednio, np. „dąb korkowy” i „klon cukrowy” różnią się za pośrednictwem różnicy między dębem a klonem.

Ponadto może być wyróżniana różnica rodzajowa i różnica najniższego taksonu. Za najbardziej podstawową z psychologicznego punktu widzenia i przychodzącą naturalnie uważa się różnicę na poziomie rodzaju, podczas gdy różnica na poziomie gatunku wymaga większej świadomości taksonomicznej i rozważania cech diagnostycznych. Berlin, Breedlove i Raven uważają, że psychologiczne różnice w postrzeganiu bezpośredniego kontrastu (np. między „białą różą” a „czerwoną różą”) są istotne, w odróżnieniu od abstrakcyjnej różnicy między odległymi taksonami.
Bywa, że mimo istnienia drzewa hierarchii taksonów nadrzędnych i podrzędnych, niektóre taksony się z niej wyłamują. W hongkońskiej taksonomii zwierząt wodnych wyróżnia się 6 głównych taksonów wyższego rzędu odpowiadających w przybliżeniu takim taksonom jak ryby, kraby, pozostałe skorupiaki, ślimaki, ostrygi, pozostałe małże. Natomiast zwierzęta takie jak skrzypłocze, rozgwiazdy czy meduzy leżą poza systemem. W innych językach również istnieją takie taksony, zwłaszcza dotyczy to taksonów niepasujących do ogólnych kryteriów, jak np. bambus czy kaktus, które nie mają cech typowego drzewa, trawy czy krzewu.
W taksonomii ludowej typowe jest współistnienie nazw jednoczłonowych (np. „klon”) i dwuczłonowych (np. „klon cukrowy”). W języku angielskim za jednoczłonowe uważa się również wyrazy złożone jak „tuliptree” czy „beggar-tick”. Pierwszy z nich jest przykładem, gdy jeden człon wyrazu jest nadrzędny wobec drugiego – „tuliptree” ('tulipanowiec' – morfologicznie 'drzewo tulipanowe'), to rodzaj drzewa („tree”), podczas gdy drugi jest przykładem innego rodzaju, gdyż „beggar-tick” ('uczep' – morfologicznie 'żebraczy kleszcz') nie jest rodzajem kleszcza („tick”). Zdarza się, że dana nazwa jednoczłonowa jest używana polisemicznie – zasadniczo oznacza cały rodzaj, ale w codziennym użytku oznacza też dany gatunek z jakichś względów uważany za najważniejszy (najpowszechniej występujący, największy rozmiarowo, o największej wartości) wewnątrz tego rodzaju. Dodatkowy człon nazwy jest wówczas dodawany w razie potrzeby doprecyzowania, o który gatunek chodzi. W przypadku podstawowego gatunku może to być człon oznaczający coś w rodzaju „prawdziwy” albo też pozostaje nazwa jednoczłonowa, a człon dookreślający dodawany jest tylko do nazw pozostałych gatunków.
W niektórych językach brak jest nazw dla taksonów najwyższej rangi. Język tseltal nie ma słowa odpowiadającego polskiemu słowu „roślina”, mimo to wyrazy oznaczające rośliny (np. drzewa) zachowują się w nim gramatycznie inaczej niż oznaczające zwierzęta czy ludzi.
W taksonomiach ludowych mogą być wyróżniane taksony nieposiadające unikatowej nazwy, a jedynie opisową frazę w stylu „nocne ptaki” lub są definiowane przez elementy je tworzące np. „frogs and toads” ('żaby i ropuchy') funkcjonujący w amerykańskiej taksonomii ludowej. Mogą istnieć też sytuacje, gdy dana grupa organizmów nie ma nazwy i nie jest wyróżniana w inny sposób niż np. „po prostu ptak (inny niż ptaki o wyróżnianych nazwach”. W języku tairora takie znaczenie ma słowo „kuri”, co jest uznawane za przykład polisemii.
Podczas kontaktów międzykulturowych społeczności poznają nieznane dotąd rodzaje czy gatunki organizmów. Powstałe wówczas neologizmy mogą nawiązywać do już istniejących nazw, np. Indianie używający języka tseltal w wyniku konkwisty zetknęli się z nieznanymi wcześniej pszenicą i sorgo dwubarwnym, którym nadali nazwy nawiązujące do rodzimej nazwy kukurydzy. Zatem tamtejszą nazwę pszenicy można opisowo przetłumaczyć jako „kastylijską kukurydzę” i podobnie, introdukowanej poziomki pospolitej, jako „kastylijską jeżynę”. W związku z tym rodzime gatunki dla odróżnienia zaczynają być nazywane z członem „prawdziwy/właściwy”.

## Taksonomia ludowa a taksonomia naukowa
Taksony wyróżniane w taksonomii ludowej często są tożsame z taksonami używanymi w oficjalnych naukowych systemach taksonomicznychi odpowiadają taksonom o różnych rangach. Najczęściej są to taksony na poziomie rodzaju. Czasem są również taksony odpowiadające wyższym poziomom, jak np. mech czy paproć. W przypadku taksonów odpowiadających gatunkom, w polskim nazewnictwie nie jest stosowana zasada nazewnictwa binominalego, lecz np. gatunkowi borówka czarna odpowiadają nazwy takie jak „jagoda” lub „borówka”. Nazwy dwuczłonowe jednak również się zdarzają, czego przykładem są np. „porzeczka czarna” i „porzeczka czerwona”. Nazwy trójczłonowe są rzadsze.
Z reguły im taksony budzą mniejsze zainteresowanie wynikające chociażby z wartości użytkowych czy kulturowych lub są słabiej zróżnicowane morfologicznie, tym wyższą kategorię taksonomiczną mają ich taksony ludowe. W przypadku gatunków uprawnych i charakterystycznych taksonomia ludowa schodzi do poziomu odmiany, zwłaszcza kultywaru lub formy, np. wierzba płacząca. Nazwy określające odmiany jednak w większości języków są rzadkie. Gdy rozróżnianie gatunków jest trudne nawet dla specjalistów nazwy ludowe nie różnicują tych gatunków, lecz pozostają ogólniejsze, np. jako „dzika róża”. Zauważono dodatnie sprzężenie zwrotne między popularnością danego taksonu a jego istnieniem w kulturze. Im dany takson jest bardziej rozpoznawalny i ważny kulturowo lub gospodarczo, tym większą ma szansę na wyodrębnianie i przedstawianie w sztuce. Im zaś częściej jest wyodrębniany i przedstawiany, tym silniej jest utrwalana jego rola kulturowa. Zwykle utrwalone i uznane za najbardziej podstawowe, także podczas nauki języka przez dzieci, są nazwy rodzajowe.
Nazwy ludowe czasem dość dobrze odpowiadają taksonom oficjalnym, a czasem odpowiadają grupom takich taksonów. Przykładowo, „porzeczka czarna” odpowiada gatunkowi porzeczka czarna, podczas gdy „porzeczka czerwona” obejmuje oprócz oficjalnie klasyfikowanej porzeczki czerwonej również porzeczkę zwyczajną. Bywa tak, że ludowa nazwa w oficjalnej taksonomii jest traktowana jako gatunek zbiorowy, np. „jeżyna” zwykle odpowiada wyróżnianemu niekiedy taksonowi Rubus fruticosus agg. W używającej języka tseltal społeczności meksykańskiej gminy Tenejapa z około 200 nazw roślin 34% odpowiada oficjalnemu gatunkowi, podczas gdy 41% obejmuje więcej niż jeden gatunek, a 25% oznacza część gatunku. Ponad połowa gatunków ludowych z pierwszej grupy to jednak gatunki związane z kulturą hiszpańską. W odróżnieniu od taksonomii oficjalnej, w taksonomii ludowej dopuszczalne jest znajdowanie się taksonów poza ogólnym zhierarchizowanym systemem, co przypomina sytuację monotypowych taksonów incertae sedis.
Różnice między taksonomią ludową a oficjalną mogą prowadzić do nieporozumień. W tekstach z zakresu etnobotaniki zdarza się, że ze względu na podobieństwo nazwy ludowej do oficjalnej omyłkowo opisywane są tradycyjne zastosowania danego gatunku. Przykładowo, ludowa nazwa „oset” dotyczy różnych gatunków kolczastych roślin z rodziny astrowatych. Wśród nich tradycyjnie spożywane w Polsce były ostrożeń łąkowy i ostrożeń warzywny, a wyjątkowo w okresie głodu również ostrożeń polny. Tymczasem, ponieważ w oficjalnym polskim nazewnictwie botanicznym nazwa „oset” odpowiada naukowemu taksonowi Carduus, istnieją publikacje przypisujące rolę spożywczą właśnie rodzajowi Carduus. Często dochodzi również do mieszania nazwy „mlecz”, której ludowy zakres jest zdecydowanie szerszy niż rodzaj Sonchus (mlecz) w taksonomii naukowej.